# Rzeczki (Słobódka)
Rzeczki – część wsi Słobódka na Białorusi, w obwodzie witebskim, w rejonie brasławskim, w sielsowiecie Słobódka.
Dawniej samodzielna osada.

## Historia
W czasach zaborów w granicach Imperium Rosyjskiego.
W latach 1921–1945 wieś a następnie osada leżała w Polsce, w województwie nowogródzkim (od 1926 w województwie wileńskim), w powiecie brasławskim, w gminie Słobódka.
Według Powszechnego Spisu Ludności z 1921 roku zamieszkiwało tu 35 osób, wszystkie były wyznania rzymskokatolickiego. Jednocześnie 21 mieszkańców zadeklarowało polską przynależność narodową a 14 białoruską. Było tu 7 budynków mieszkalnych. W 1931 w 8 domach zamieszkiwało 39 osób.
Wierni należeli do parafii rzymskokatolickiej w Słobódce. Miejscowość podlegała pod Sąd Grodzki w Brasławiu i Okręgowy w Wilnie; właściwy urząd pocztowy mieścił się w Słobódce.
W wyniku napaści ZSRR na Polskę we wrześniu 1939 miejscowość znalazła się pod okupacją sowiecką. Od czerwca 1941 roku pod okupacją niemiecką. W 1944 miejscowość została ponownie zajęta przez wojska sowieckie i włączona do Białoruskiej SRR.
Od 1991 w składzie niepodległej Białorusi.